# آر. إي. باريت
آر. إي. باريت هو سياسي كندي، ولد في 9 يناير 1904، وتوفي في 3 أكتوبر 1990.